# Apple II
Apple II (også skrevet Apple ][ eller Apple //) var en af de første succesfulde mikrocomputere i masseproduktion og markerede et afgørende gennembrud for Apple Computer, nu Apple Inc. Computeren blev designet af Steve Wozniak og introduceret i 1977, og var banebrydende for dens tid med hensyn til brugervenlighed, funktioner og udvidelsesmuligheder. Sammenlignet med forgængeren Apple I var Apple II langt mere brugbar for almindelige forbrugere og blev præsenteret ved West Coast Computer Faire samme år.
Apple II blev hurtigt populær i både hjemmet, uddannelsessektoren og erhvervslivet. Gennem 1980'erne blev den især udbredt på amerikanske skoler, blandt andet takket være mængderabatter og en målrettet indsats for udvikling af software til undervisning og erhverv, såsom regnearket VisiCalc fra 1979.
Systemet startede med en indbygget BASIC-fortolker og kunne anvende både Apple DOS og senere ProDOS som styresystem til diskbaseret software. Med ekstra hardware kunne Apple II også køre CP/M og programmer som WordStar og dBase II. Senere versioner som Apple IIGS bragte 16-bit processorer, grafisk brugerflade og forbedret lyd og grafik til platformen.
På trods af lanceringen af Macintosh i 1984, forblev Apple II Apple Computers primære indtægtskilde gennem det meste af 1980'erne. Med sit store økosystem af tredjepartsudviklere og distributører blev det en milliarddollar-industri. Da den sidste model, Apple IIe, gik ud af produktion den 15. oktober 1993, var der solgt mellem fem og seks millioner enheder på verdensplan.

## Design
Apple II var designet til at ligne mere et husholdningsapparat end et stykke elektronisk udstyr. Låget kunne tages af det beige plastickabinet uden brug af værktøj, og tillod adgang til computerens interne enheder, inklusive motherboardet med otte sokler til udvidelseskort, og en række af Random Access Memory (RAM) sokler, der kunne holde op til 48 kilobytes hukommelse.
Apple II havde farve og højopløsnings grafikmuligheder, lydkapabilitet og indbygget et af to BASIC programmeringssprog (oprindeligt Integer BASIC, senere Applesoft BASIC). Apple II blev målsat mod masserne, i stedet for hobbyentusiaster og ingeniører; dens introduktion og efterfølgende popularitet var også en stor indflydelse på de fleste microcomputere der efterfulgte den. I den sammenhæng er hovedmeningen af ”ikke kun for hobbyentusiaster og ingeniører” at modsat forudgående hjemmecomputere, blev den solgt som et færdigt forbrugerudstyr i stedet for et samlesæt (usamlet eller samlet på forhånd). VanLOVEs Apple Handbook og The Apple Educators Guide af Gerald VanDiver og Rolland Love anmeldte mere end 1500 software programmer som kunne bruges med Apple II serien. Apples forhandlernetværk brugte disse bøger til at understrege den voksende softwareudviklerbase for uddannelse og personligt brug.
De fleste af maskinerne i Apple II-serien havde et keyboard indbygget i motherboardets kabinet. Undtagelsen til dette var Apple IIGS som ikke originalt blev solgt med et indbygget keyboard. Et opgraderingskit blev senere solgt, som tillod at sætte motherboardet fra en Apple IIGS i kabinettet fra en Apple IIe.

## Modeller
Tidlige II-serie modeller var som regel navngivet ”Apple ][”; senere modeller ”Apple //”, plus et bogstav.

### Apple II
De første Apple II computere blev sat til salg den 5. juni 1977 med en MOS Technology 6502 microprocessor på 1 MHz, og havde 4 kB RAM, et kassebånds interface for at indlæse programmer og lagre data, og Integer BASIC programmeringssproget indbygget i ROM. Video controlleren viste 24 linjer af 40 kolonner af monochrome udelukkende store bogstaver (det originale karaktersæt matcher ASCII tegnene 0x20 til 0x5F) tekst på skærmen, med en NTSC komposit-udgang der kunne bruges til visning på en TV-skærm eller på et normalt TV via en separat RF-modulator. Den originale salgspris for computeren var US$ 1298 (med 4 kB RAM) og US$ 2638 (med de maksimale 48 kB RAM). For at henvise til computerens evne til lave farve grafik, var Apple-logoet på kabinettet repræsenteret med regnbuefarvede striber, som vedvarende var en Apples firmalogo indtil 1998. De tidligste Apple II var samlet i Silicon Valley, og senere i Texas. Kredsløbskortene var fremstillet i Irland og Singapore.
Et eksternt 5,25 tommer floppydisk drev, Disk II, kunne tilsluttes via et udvidelseskort der kunne indsættes i en af computerens sokler til udvidelseskort (typisk sokkel 6), og blev brugt til lagring og indlæsning af data for at erstatte kassettebånd. Disk II interfacet, udviklet af Steve Wozniak, blev betragtet som et ingeniørmæssigt mesterværk for dets økonomiske brug af elektroniske komponenter. Hvor andre controllere havde dusinvis af chips for at synkronisere data I/O med disk rotation, placering af læsehovedet på det korrekte spor, og omdannelse af dataene til magnetiske pulser, havde Wozniaks controller kun få chips, i stedet brugte Apple DOS software til at udføre disse funktioner. Group Code Recording brugt af controlleren var simplere og lettere at implementere i software end det mere populære MFM. Slutteligt var det lave chipantal på controlleren medvirkende til af Apples Disk II det første overkommelige diskettedrevsystem til personlige computere. Som en bivirkning gjorde Wozniaks design det let for proprietær softwareudviklere at kopibeskytte mediet som deres software blev solgt på ved at ændre på softwareformatet eller at steppe drevets hoved mellem sporene. Uundgåeligt begyndte andre firmaer at sælge software der kunne omgå denne beskyttelse. Endnu en Wozniak optimering tillod ham at undlade Shugarts spor 0 sensor. Når styresystemet vil gå til spor 0, flytter controlleren simpelthen 40 gange mod det laveste spornummer, og bruger det mekaniske stop til at forhindre den at gå længere ned end spor 0. Denne proces kaldet ”rekalibrering”, lavede en høj summelyd (hurtig mekanisk raslen) der ofte skræmte nye Applebrugere.
Fremgangsmåden der blev brugt i Disk II controlleren var typisk for Wozniaks designmetoder. Apple II brugte flere udviklingsmæssige genveje for at spare hardware og reducere omkostninger. For eksempel ved at drage fordel af at 6502 kun gav adgang til hukommelsen hver anden clockcyklus, brugte videogenerators kredsløb de ellers ubrugte cykler og undgik derved køproblemer i hukommelsen og eliminerede nødvendigheden af et separat kredsløb til at genopfriske DRAM-chipsene. I stedet for at bruge et komplekst analog-til-digitalt kredsløb til at læse output fra spilcontrolleren, brugte Wozniak et simpelt timerkredsløb hvis periode var proportionel med modstanden af spilcontrolleren, og brugte en softwareloop til at måle timeren.
Tekst- og grafikskærmene havde et delvist forældet design (scanlinierne var ikke lagret i sekventielle områder af hukommelsen) hvilket var angiveligt for Wozniak opdagede at ved at gøre det på den måde kunne man spare en chip; det var billigere at få softwaren til at beregne eller slå adressen op for den krævede scanlinie end at inkludere den ekstra hardware. På samme vis, i højopløsnings grafikmodus, blev farve bestemt ved pixel position og kunne derfor blive implementeret i software, og sparede derfor Wozniak for at bruge chips til at konvertere bit-sekvenser til farver. Dette gjorde det også muligt at foretage sub-pixel font-rendering, da orange og blå pixels blev tegnet en halv pixel længere mod højre på skærmen end grønne og lilla pixels.
Farver på Apple II-serien drog fordel af en særhed i NTSC tv-signal standarden, som gjorde det relativt nemt og billigt at implementere farvevisning. Den originale NTSC tv-signal specifikation var sort/hvid, farve blev hæftet på senere ved at tilføje et 3.58 MHz subcarrier signl der blev delvist ignoreret af sort/hvide TV-apparater. Farve er indkodet baseret på fasen af dette signal i forhold til et reference color burst signal. Resultatet er at positionen, størrelsen, og intensiteten af en serie af pulser definerer farveinformationen. Disse pulser kan oversættes til pixels på en computerskærm.
Apple II-skærmen giver to pixels per subcarrier cyklus. Når color burst reference signalet blev tændt og computeren koblet til et farvedisplay, kunne den vise grøn ved at vise ét skiftende mønster af pixels, magenta med et modsat mønster, og hvid ved at placere to pixels ved siden af hinanden. Senere blev blå og orange tilgængelige ved at justere pixelplaceringen med en halv pixel-bredde i forhold til color burst signalet. Højopløsningsdisplayet tillod flere farver simpelthen ved at komprimere flere, smallere pixels ind i hver subcarrier cyklus. Det lave, lavopløsnings grafikmodus fungerede anderledes, da det kunne give en kort stigning af høj-frekvent signal per pixel for at tillade flere farvemuligheder.
Indbegrebet af Apple II designfilosofien var lydkredsløbet. I stedet for at have en dedikeret lydsyntese chip, havde Apple II et skiftekredsløb der udelukkende kunne lave et klik gennem en indbygget højttaler eller et udgangsjack; alle andre lyde (inklusive to, tre, og med tiden fire-stemmigt musik og afspilning af lydklip og syntetiseret tale) blev genereret udelukkende ved software der klikkede højttaleren på netop det rigtige tidspunkt. Ikke før næsten et årti senere blev en Apple II sendt på gaden med en dedikeret lydchip. Lignende teknikker blev brugt til kassettelageret: kassette outputtet fungerede på samme måde som højttaleren, og inputtet en simpel zero-crossing detector der tjente som en relativt primitiv (1 bit) audio digitizer. Rutinerne i ROM blev brugt til at indkode og afkode data i frequency-shift keying til kassetten.
Wozniaks åbne design og Apple IIs adskillige udvidelsessokler tillod en lang række af tredjeparts enheder at udvide funktionaliteten af maskinen. Apple II kort til eksterne enheder, som serielle controllere, forbedrede displaycontrollere, hukommelseskort, harddiske, og netværkskomponenter var tilgængelige for dette system. Der var udvidelseskort – som Z80 kortet – der tillod maskinen at bruge Z80 processoren og køre en lang række programmer udviklet under CP/M styresystemet, inklusive dBase II databasen, og WordStar tekstbehandling. Der var også et tredjeparts 6809-kort der tillod OS-9 Level One at blive kørt. Mockingboard lydkortet tilbød en kraftig forbedring af Apple II-maskinens lyd-egenskaber, med simpel musik-syntese og text-til-take funktionalitet. Med tiden blev Apple II accelerator kort skabt til at fordoble eller firedoble computerens hastighed.

### Apple II Plus
Apple II Plus blev introduceret i juni 1979 og inkluderede Applesoft BASIC programmeringssproget i ROM. Denne Microsoft-udviklede dialekt af BASIC, som tidligere kunne fås som en opgradering, understøttede floating-point aritmetik, og blev standard-dialekten af BASIC på Apple II-serien (dog kørte det ved en mærkbar lavere hastighed end Steve Wozniaks Integer BASIC).
Apple II Plus var på alle andre punkter identisk med den originale Apple II. De mindre hukommelsesstørrelser var ikke længere tilgængelige, så II Plus havde 48 kB RAM som standard, der kunne udvides til 64 kB ved hjælp af et såkaldt ”sprogkort”.
En TEMPEST godkendt version af Apple II Plus kaldet Microfix blev udviklet i 1980 af Georgia Tech Research Institute for den amerikanske hærs FORSCOM-kommando. Da det blev sat i felten i 1982 var Microfix-systemet det første taktiske system der brugte Laserdisk kort-teknologi til at give zoom- og rullefunktioner over kortbilleder, koblet med en punkt-database over indsamlet information som indsatsrækkefølge, flypladser, veje og broer.

### Apple II Europlus og J-Plus
Efter succesen med den første Apple II i USA, udvidede Apple deres marked til at inkludere Europa, Australien og Fjernøsten i 1978, med Apple II Europlus (for Europa og Australien) og Apple II J-Plus (til det Japanske marked). I disse modeller lavede Apple de nødvendige ændringer til hardware, software, og firmware for at kunne tilpasse dem til standarderne udenfor USA. Strømforsyningen blev modificeret til at kunne klare den lokale spænding, og i de europæiske og australske modeller blev video-outputtet ændret fra farve NTSC til monochrom PAL – et ekstra videokort var nødvendigt for farve PAL grafik, da de simple tricks Wozniak havde brugt til at generere et pseudo-NTSC signal med minimal hardware ikke kunne overføres til det mere komplekse PAL-system.
I den japanske udgave af maskinen, blev keyboardet ændret for at tillade Katakana skrivning (fuld Kanji-understøttelse var klart udover evnerne for denne maskine), men i de fleste andre lande blev den internationale Apple-model solgt med et umodificeret amerikansk keyboard, derfor manglede de tyske modeller for eksempel umlaut.
I det store hele var Apple II Europlus og J-Plus identiske med Apple II Plus. Produktionen af Europlus stoppede i 1983.

### Apple IIe
Apple II Plus blev efterfulgt i 1983 af Apple IIe, en omkostningsreduceret, men mere kraftuld maskine der brugte nyere chips til at reducere komponentantallet og tilføjede nye funktioner, som visning af store og små bogstaver og standard 64 kB RAM.
RAM'en i IIe var konfigureret som om det var en 48 kB Apple II Plus med et sprogkort; maskinen havde ikke nogen sokkel 0, men havde i stedet en ekstern sokkel der af praktiske årsager tog pladsen fra sokkel 3, den mest brugte sokkel for et 80-kolonne kort i II Plus.
Den eksterne sokkel ville acceptere et 1 kB hukommelseskort for at tillade 80-kolonne display. Dette kort indeholdt udelukkende RAM; hardwaren og firmwaren for 80-kolonne displayet var indbygget i Apple IIe, og gjorde den nogenlunde kompatibel med de ældre Videx-type kort, selvom de lavniveaus detaljer var anderledes. Et ”udvidet 80-kolonne kort” med mere hukommelse udvidede maskinens RAM til 128 kB.
Som med sprogkortet var hukommelsen i 80-kolonne kortet bank-switched over maskinens hoved-RAM; dette gjorde hukommelsen mere egnet til datalagring end til kørende software, og faktisk ville ProDOS styresystemet, som blev introduceret med Apple IIe, automatisk konfigurere denne hukommelse som en RAM disk ved opstart.
Tredjeparts eksterne hukommelseskort tillod senere udvidelse op til 1 MB. 1 kB 80-kolonne kortet muliggjorde også en ny grafikmodus, Double Lo-Res (80x48 pixels). Det udvidede 80-kolonne kort muliggjorde 2, Double Lo-Res og Double Hi-Res (560x192 pixels). Begge modus fordoblede the horisontale opløsning i forhold til den standard Lo-Res (40x48) og Hi-Res (280x192); i tilfældet med Double Hi-Res, antallet af mulige farver blev også forøget, fra 6 til 15. Apple IIe-maskiner fra den allerførste produktion kan ikke bruge Double Hi-Res. Ingen af disse modus var direkte understøttet af den indbyggede BASIC, så brugeren var nødt til at bruge masser af POKE og CALL kommandoer i BASIC, eller assembly-programmering, eller et af en række software Toolkits for at udnytte disse modus.
Mens det var muligt for software at udskifte 80-kolonne firmwaren, og derved gøre firmwaren fra et kort i sokkel 3 tilgængelig med et kort i den eksterne sokkel, var det ikke en normal ting at gøre. Men med 80-kolonne firmwaren aktiveret, var sokkel 3s I/O hukommelse stadig brugbar, og gav den nogenlunde den samme funktionalitet som sokkel 0 på en II eller II Plus. Dette betød at faktisk var muligt at bruge sokkel 3 til andre ting, som coprocessor kort og sprogkort, der ikke brugte soklens firmwareplads.
DuoDisk blev introduceret sammen med IIe, og var reelt to Disk II 5.25 tomme drev i et enkelt kabinet designet til at lægge mellem computeren og monitoren. Der blev også introduceret et nyt controllerkort til at køre enheden. Controlleren var funktionsmæssigt identisk til den original Disk II controller, men brugte en anden forbindelse, som muligjorde et enkelt kabel til at styre begge drev i DuoDisk'en. DuoDisk-enheden var plaget af stabilitetsproblemer, og slog ikke an så godt som Apple IIe.
Apple IIe var den mest populære Apple II nogensinde bygget og var af mange betragtet som seriens ”arbejdshest”. Den udmærkede sig også ved at være den længslevende Apple-computer nogensinde – den blev fremstillet og solgt med kun mindre ændringer i næsten 11 år. I den periode, som efterfølgere til originalen, kom to vigtige variationer, kendt som Enhanced IIe (fire nye udskiftningschips for at give den noget af funktionaliteten af den senere model Apple IIc, inklusive en opgraderet processor kaldet 65C02) og Platinum IIe (et moderniseret nyt udseende for kabinetfarven for at matche andre Apple-produkter på den tid, såvel som tilføjelsen af et indbygget numerisk tastatur). En Enhanced IIe med 128 kB RAM er betragtet som mindstekrav for at kunne køre det meste Apple II software udgivet efter 1988.
To-et-halvt år før Apple IIe, havde Apple produceret og markedsført en computer kaldet Apple III for forretningsbrugere. Dette produkt var ikke en succes, og Steve Wozniak er blevet citeret for at have sagt at Apple III havde en 100 % fejlkvotient – hver eneste maskine fremstillet havde en eller anden form for fejl (et berømt Apple teknisk nyhedsbrev anbefalede at tabe maskinen lodret ned på et bord for at sætte DIP-chipsense på plads i deres løse sokler). På trods af dette var mange af dens funktioner ført over i designet af Apple IIe, uden produktionsfejlende der førte til fejlene i Apple III. Blandet dem var ProDOS styresystemet, som var baseret på Apple IIIs Sophisticated Operating System (SOS).

### Apple IIc
Apple udgav Apple IIc i April 1984, og markedsførte den som den transportable Apple II, fordi den nemt kunne bæres, selvom den ulig moderne bærbare manglede et indbygget display og batteri. IIc havde endda et håndtag der kunne foldes ned for at sætte maskinen op i skriveposition. Den var den første af tre Apple II-modeller til at blive lavet i Snow White designsproget, og den eneste der brugte den unikke cremede off-white farve (de andre Snow White computere fra Apple II-serien, IIGS og IIC Plus, var lysegrå, kaldet ”Platinum” hos Apple).
Apple IIc var den første Apple II til at bruge 65C02 lavstrøms-versionen af 6502-processoren, og var udstyret med et indbygget 5.25 tommers diskettedrev og 128 kB RAM., med en indbygget disk-controller der kunne styre eksterne drev, komposit-video (NTSC eller PAL), serielt interface til modem og printer, og en port der kunne bruges til enten joystick eller mus. Ulig foregående Apple II-modeller havde IIc ikke nogen indvendige sokler til udvidelseskort overhovedet, hvilket gjorde det muligt at opnå dens kompakte størrelse. Tredjeparts producenter fik med tiden fundet ud af hvordan man kunne presse op til 1 MB yderligere hukommelse og et realtids ur ind i maskinen, og en senere revision af motherboardet havde en udvidelsessokkel der kunne acceptere et Apple hukommelseskort med op til 1 MB RAM. Diskporten der var oprindeligt designet til et sekundært 5.25-tommers diskettedrev, kunne med tiden også bruges til 3.5-tommers diskettedrev og (med hjælp fra tredjeparts hardware) endda harddiske.
For at opspille bærbarheden, solgtes to monochrome LCD displays til brug med IIc's videoport, selvom begge var kortlivede på grund af høj pris og dårlig læselighed (en Apple IIc med den mindre version af disse displays var kortvarigt at se i filmen 2010). IIc havde en ekstern strømforsyning der konverterede vekselstrøm til 12 V jævnstrøm, og tillod tredjepartsproducenter at tilbyde batteripakker og strømtilslutninger til biler der kunne forbindes i stedet for den medfølgende strømforsyning.
Apple IIc (i dens amerikanske version) var den første microcomputer til at inkludere support for Dvorak Simplified Keyboard, som blev aktiveret med en kontakt over keyboardet. Denne funktionalitet var også at finde i sene udgaver af amerikanske Apple Iie-computere (dog var kontakten indeni computeren) og i Apple IIGS (tilgængelig via det indbyggede kontrolpanel). De internationale modeller brugte samme mekanisme til at skifte mellem de lokaliserede og det amerikanske keyboard layout, men tilbød ikke Dvorak.

### Apple IIGS
Det næste medlem af serien var Apple IIGS, udgivet den 15. september 1986. En radikal afvigelse fra den eksisterende Apple II-serie, IIGS havde en ægte 16-bit processor, 65C816, der kørte med 2.8 MHz med 24 bit adressering, tillod udvidelse op til 8 MB RAM uden bank-switching roderiet fra de tidligere maskiner (RAM-kort med mere end 4 MB var aldrig direkte understøttet af Apple). Den introducerede to helt nye grafikmodus med højere opløsninger og en palette på 4.096 farver; dog kunne kun 4 (ved 620x200 opløsning) eller 16 (ved 320x200 opløsning) bruges på en enkelt linje af gangen, selvom en metode kaldet dithering ofte blev brugt i software for at øge antallet af opfattede farver.
Til forskel fra tidligere Apple II grafikmodus, lagde de nye modus scanlinierne sekventielt i hukommelsen. Programmører der ledte efter en udfordring, kunne dog altid skifte til 3200 farver, hvilket involverede at flytte en anden 16-farvers palette ind for hver eneste af skærmens 200 scanlinier eftersom skærmens elektronstråle tegnede skærmen linje for linje. Denne eksotiske teknik efterlod ikke mange CPU-cykler til andre ting, så denne ”modus” var best egnet til visning af statiske billeder.
Apple IIGS adskilte sig fra alle forudgående (og fremtidige) Apple II modeller, ved at udvikle og avancere platformen til den næste generation mens den stadig vedholdt næsten komplet bagudkompatibilitet. Hemmeligheden bag Apple IIGS' kompatibilitet var en enkelt chip kaldet Mega II, som indeholdt funktionsmæssigt hvad der svarede til en hel Apple IIe computer uden processor. Dette, kombineret med den fejlfri 65C02 emulering af 65C816-processoren, gav fuld understøttelse for gammel software.
Computeren indeholdt også et 32-stemmers Ensoniq 5503 'wavetable' sample-baseret musik-syntese chip med 64 kB dedikeret RAM, 256 kB standard RAM, indbygget porte til eksternt udstyr (der kunne skiftes mellem IIe-type udvidelsessokler og IIc-type onboard controllere til disk drev, mus, RGB video, og serielt udstyr), indbygget AppleTalk netværk, og en ROM værktøjskasse der understøttede en grafisk brugerflade afledt af Macintosh-værktøjskassen. Computeren kunne køre eksisterende 8 bit Apple II software (inklusive software skrevet for den allerførste Apple II i Integer BASIC), men understøttede også 16 bit software kørende på et nyt styresystem først kaldet ProDOS 16, og siden kaldet GS/OS. Det nye styresystem indeholdt med tiden en Finder der kunne bruges til at håndtere diske og filer og åbne dokumenter og programmer, såvel som skrivebordstilbehør – ligesom på Macintosh. 16 bit styresystemet skiftede automatisk til tekstvisning og skiftede ned til 8 bit modus for at køre gammelt software, mens den gav en konsekvent Macintosh-agtig grafisk brugerflade til ægte 16 bit programmer. Med tiden opnåede IIGS evnen til at læse og skrive Macintosh-diske og gennem trejdeparts software endda multitasking, TrueType font understøttelse, og i et enkelt tilfælde endda ægte realtids 3D-spil med texture mapping.
De første 50.000 Apple IIGS computere kom med Steve Wozniaks ”Woz” underskrift silketrykt på fronten og blev omtalt som ”Woz Limited Edition”. Disse maskiner var på ingen måde anderledes end andre maskiner fra samme tidsperiode uden underskrift.

### Apple IIc Plus
Den sidste Apple II model var Apple IIc Plus, introduceret i 1988. Den var den samme størrelse og facon som den foregående IIc, men 5.25 tommer diskettedrevet var blevet erstattet med et 3.5 tommer drev, strømforsyningen var flyttet indeni, og processoren var en hurtig 4 MHz 65C02 der faktisk kørte 8 bit Apple II software hurtigere end IIGS. Tredjeparts acceleratorer til andre modeller kunne dog nå op til 10 MHz, og IIGS acceleratorer kunne med tiden nå 16 MHz. IIc Plus' accelerator kom fra et design der var lavet under licens fra Zip Technologies, en tredjeparts producent af acceleratorer til Apple II, dog brugte Apple separate chips i stedet for af kombinere processor, cache, og understøttende kredsløb på et multi-chip modul som Zip gjorde. Ligesom senere modeller af den originale Apple IIc, indeholdt IIc Plus også en sokkel til at udvide hukommelsen, der kunne acceptere et kort med up til 1 MB RAM. IIc Plus var også udstyret med et nyt keyboard layout der matchede Platinum IIe og IIGS. IIc Plus kom kun i én udgave, med Amerikansk keyboard, og blev ikke officielt solgt udenfor USA.
Mange opfattede IIc Plus som Apples forsøg på at konkurrere med Laser 128EX/2, en populær tredjeparts Apple-kombatibel maskine der også havde en accelereret processor og indbygget 3.5 tommer drev. Der var få andre rationelle forklaringer på hvorfor Apple brugte ressourcer på at fortsætte udviklingen af en ny 8 bit Apple II model i stedet for at arbejde videre med den 16 bits Apple IIGS. Med med dens 3.5 tommer drev og hurtig processor var den en udmærket, kompakt maskine til at køre AppleWorks integrerede produktivitetspakke, specielt med den 1 MB hukommelsesopgradering.

### Apple IIe kort
Selvom det ikke var en fortsættelse af Apple II-serien, introducerede Apple i 1990 Apple IIe kortet; et udvidelseskort til LC-serien af Macintosh-computere. Det var reelt en minituariseret Apple IIe computer (der brugte Mega II chippen fra Apple IIGS), og tillod Macintosh at køre 8 bit Apple IIe software gennem hardware emulering (dog blev video simuleret i software og var til tider langsommere end en IIe). Mange af LC-seriens indbyggede Macintosh-ekstraudstyr kunne ”lånes” af kortet når den var i Apple II-modus (f.eks. ekstra RAM, 3.5 tommer floppy, AppleTalk netværk, harddisk). IIe-kortet kunne dog ikke køre software lavet for den 16 bit Apple IIGS. Macintosh LC med IIe kort var tænkt til at erstatte Apple IIGS i skoler og hjem og var antagelig grunden til at en ny udgave af Apple IIGS, der blev bekræftet af insidere til at være under udvikling på et tidspunkt, blev aflyst og aldrig frigivet.

### De sidste år
Apples Macintosh produktline overgik endeligt Apple II i de tidlige 1990ere. Selv efter Macintoshs introduktion, fortsatte Apple II med at være firmaets primære indtægtskilde i flere år. Computeren var den første til at tiltrække et loyalt brugersamfund og mange udtalte Apple II fans var bitter over at firmaet havde brugt deres Apple II profit til at investere i Macintosh, i stedet for at bruge dem til at fortsætte Apple II-serien.
Apple fortsatte med at sælge Apple II systemer ved siden af Macintosh indtil de stoppede IIGS i december 1992 og IIe i november 1993.

## Annoncer, markedsføring, og emballage
Mike Markkula, en pensioneret Intel-sælger som gav strengt krævet finansiering til Apple Computer, var god til markedsføring. Fra 1977-1981 brugte Apple Regis McKenna bureauet til dets reklamer og markedsføring. I 1981 overtog Chiat Day Regis McKennas reklamevirksomhed, og Apple brugte Chiat Day. Hos Regis McKenna blev en gruppe, bestående af art director Rob Janoff, copywriter Chip Shafer, og Account Executive Bill Kelley, nedsat til annoncere Apple II. Janoff var manden bag Apple-logoet med en manglende bid. Designet var originalt olivengrønt med matchende firmanavn i små bogstaver. Steve Jobs insisterede på at spille på farveegenskaberne i Apple II ved at sætte regnbuestriber på Apple-logoet. I dets brevhoved og visitkort implementeringer, matchede a-et i navnet bidden i logoet. Dette logo blev udviklet samtidigt med en annonce og en brochure, den sidstnævnte produceret oprindeligt til uddeling ved det første West Coast Computer Faire. Lige siden den originale Apple II har Apple lagt stor opmærksomhed på kvaliteten af deres indpakning, delvist på grund af Steve Jobs' personlige præferencer og meninger om emballage og endelige fremtoning af produkterne. Alle Apples emballager til Apple II-serien lignede hinanden, med mange store områder af rent hvidt plads og en prominent placering af Apples regnbuelogo. I adskillige år op til 1980erne, brugte Apple Motter Terkkura fonten til emballagen, indtil de skiftede til Apple Garamond fonten.
Apple kørte den første annonce for Apple II i juli 1977 udgaven af Byte – et to-siders opslag med titlen ”Introducing the Apple II” (en: Introducerer Apple II) fulgt af en tredje side med en bestillingsformular. Den første brochure bar titlen ”Simplicity” (en: Enkelthed) og teksten i både annoncen og brochuren pionerede ”demystificering” af sproget, beregnet på at gøre ideen om en ny hjemmecomputer mere ”personlig”. Apple II introduktionsannoncen blev senere bragt i september 1977 udgaven af Scientific American.
Til Apple IIc, ønskede Apple en annoncering der demonstrerede maskinens kræfter, på trods af dens lille størrelse; de kørte en mindeværdig TV-reklame der indeholdt en skyskraber kontorbygning i hvilken de erklærede med ord og billeder at IIc had alle kræfterne nødvendige for at kunne køre en stor bygning, dermed antydende at den havde mere end nok kræfter til hjemmebrugeren (denne reklame sammen med Macintosh-reklamen fra 1984, blev brugt i et Marketings TV-kursus der blev bragt på PBS).
Apple sendte senere 8 TV-reklamer i luften for Apple IIGS, med fokus på dens fordele for uddannelse og studerende, sammen med nogle trykte annoncer.
Imod slutningen af 1982, kom art director Brent Thomas og Steve Hayden op med ideen med at køre en reklamekampagne baseret på den tidsmæssige slaglinie ”Hvorfor 1984 ikke bliver ligesom 1984”. Chiat Day gik rundt til en række klienter, inklusive Apple, hvor det blev foreslået brugt til en reklame i Wall Street Journal for at promovere Apple II. Apple gik ikke med til det, og ideen blev gemt væk indtil foråret 1983, hvor de mødte med Macintosh-markedsføring teamet for at arbejde på annonceringen, som var planlagt til januar 1984. Ideen blev til den berømte 1984 reklame der blev vist under den tredje quarter ved Super Bowl XVIII.

## Kloner
Apple II blev ofte klonet, både i USA og andre lande – lignende kloning skete senere med IBM PC. Ifølge nogle kilder, blev mere end 190 forskellige Apple II kloner fremstillet. Mange af disse havde frugtnavne (f.eks. ”Pineapple” (en: Ananas)) for at indikere til den indviede at de var Apple II kloner. Velkendt i Sovjet var Agat, en russisk Apple II klon i overstørrelse med et Cyrillisk karaktersæt, og den bulgarske Pravetz series 8, en næsten nøjagtig Apple II-kopi med Cyrillisk understøttelse.
Basis, et tysk firma, skabte Basis 108, en Apple II klon der inkluderede både en 6502 processor og en Zilog Z80, og gjorde det muligt at køre CP/M styresystemet såvel som det meste Apple II software. Denne maskine var usædvanlig fordi den kom i et tungt kabinet af støbejern. Basis 108 var udstyret indbygget Centronics (parallel) og RS-232-C (seriel) porte såvel som de standard 6 Apple II-kompatible udvidelsessokler. Forskelligt fra Apple II kom den med et separat fuldt keyboard (ASERTY/QWERTY) med 100 taster, plus 15 funktionstaster og separate numeriske- og redigeringstaster.
Et bosnisk (på den tid en del af det kommunistiske Jugoslavien) firma ved navn IRIS Computers havde produceret Apple II-kloner since de tidlige 1980'ere. Deres officielle mærkenavn var IRIS 8. De var meget dyre og svære at få fat i, og blev primært produceret til brug i tidlige digitale telefonsystemer og til uddannelse. Deres brug i kontorerne i statslige virksomheder, R&D laboratorier, og i den jugoslaviske hær blev også rapporteret. IRIS 8 lignte tidlige IBM PC'er – separate enheder med kølesystem og to 5.25 tommer diske, monitor og keyboard. Kompatibilieten med Apple II var komplet. Elite gymnasier i Jugoslavien og specielt Bosnien og Herzegovina var udstyret med klynger af 8, 16 eller 32 IRIS 8 computere forbundet i et lokalt netværk administreret af en IRIS 16 PC-klon.
En australsk-produceret klon af Apple II var Medfly, navngivet efter den middelhavske frugtflue der angreb æbler. Medfly-computeren havde en hurtigere processor, mere hukommelse, separat keyboard, små og store bogstaver, og indbygget disk controller.
Unitron, et brasiliansk firma, producerede endnu en klone, navngivet ApII. Unitron brugte en kopi af Apples ROM oversat til portugisisk. Styresystemet var Apples DOS 3.3 oversat til portugisisk. I denne periode var det ulovligt at importere microcomputere in Brasilien, og at købe disse illegale kloner var den eneste måde at få fat i en mikrocomputer. Unitron stoppede med at producere ApII få år efter der blev introduceret IBM PC kloner i Brasilien.
Ace klonerne fra Franklin Computer Corporation er de mest kendte, og havde den mest vedvarende eftereffekt, da Franklin kopierede Apples ROM og software og villigt indrømmet at de gjorde det. Franklins argument var at en computers ROM blot var et simpelt mønster af kontakter låst i en bestemt position, og man kan ikke kræve ophavsret på et mønster af kontakter. Apple sloges med Franklin i retten i omkring fem år for at få deres kloner væk fra markedet, og var til sidst succesfulde idet rettens afgørelse var at softwaren gemt i ROM var rent faktisk beskyttet af ophavsretten i USA. Franklin udgav senere lovlige, men mindre kompatible kloner; disse kunne køre ProDOS og AppleWorks og havde en Applesoft-lignende BASIC, men kompatibiliteten med andet software var så som så.
Apple udfordrede også VTechs Laser 128, en forbedret klon af den Apple IIc der først kom i 1984, i retten. Denne sagsøgning viste sig at bære mindre frugt for Apple, fordi VTech havde tilbageudviklet Monitor ROMen i stedet for at kopiere den, og havde license til Applesoft BASIC fra dets skaber, Microsoft. Apple havde undladt at få eksklusive rettigheder til Applesoft-dialekten fra Microsoft; VTech var den første klon-producent til at få en licens. Laser 128 viste sig at være populær og blev på markedet i mange år, både i den originale udgave og i accelererede udgaver hurtigere end 1 MHz. Selvom den ikke var 100 % kompatibel med Apple II, var den tæt på, og dens popularitet sikrede at mange udviklere testede deres software på en Laser såvel som på ægte Apple-maskiner. Fordi den ofte blev solgt via postordre og store forretningskæder som Sears, har Laser 128 muligvis skåret ind i salget for lavpris producenter som Commodore Business Machines ligeså meget som de gjorde med Apples.
Hvor de første Apple II-kloner var generelt nøjagtige kopier af deres Apple tilsvarende og konkurrerede hovedsageligt på prisen, havde mange kloner også ekstra egenskaber. En Franklin model, Ace 1000, var udstyret med numerisk tastatur og små bogstaver længe før disse ting blev føjet til Apple II-serien. Laser 128-serien er nogen gange sagt at være grunden til at Apple lavede Apple IIc Plus; det indbyggede 3.5 tommer drev og accelereret processor var funktioner som Laser havde pioneret. Laser 128 havde også en Iie-agtig sokkel på siden der kunne bruges til at tilføje udvidelseskort.
Bell & Howell, en producent af audiovisuelt udstyr hvis produkter (hovedsageligt film-fremvisere) var i alle Amerikanske skoler, tilbød hvad der ved første øjekast så ud som en Apple II Plus klon i et enestående sort plastickabinet. Disse var dog ægte Apple II Plus enheder, fremstillet af Apple for B&H i en kort tidsperiode. Mange skoler havde nogle få af disse sorte Apple-maskiner i deres computerlokaler.
ITT skabte en Apple II Plus kompatibel klon til det europæiske marked, kaldet ITT 2020 (Europlus). Denne maskine var bygget under license fra Apple. Den har den samme facon som en Apple II, men er i en anden farve (mat sølv) og er ikke funktionelt en nøjagtig kopi.
Syscom 2 Inc. (fra Carson City, Nevada) skabte Syscom 2 Apple ][+ klonen. Kabinette var næsten identisk. De havde 48 kB RAM og de normale udvidelsesmuligheder, Disse kloner understøttede også små bogstaver, skiftet med et ^O tastaturtryk.
Et ukendt firma producerede en klon kaldet RX-8800. En ny funktionalitet denne maskine havde var et numerisk tastatur.
Selvom den teknisk set ikke var en klon, producerede Quadram et ISA udvidelseskort til IBM PC, kaldet Quadlink, der gav hardware emulering af en Apple II+. Dette kort havde sin egen 6502 CPU og dedikeret 80 kB RAM (64 kB til programmer, plus 16 kB til at holde tilbageudviklet Apple ROM der blev indlæst ved opstart), blev installeret ”mellem” PC-en og dens floppydrev, farvedisplay og højttaler, i en gennemkørselskonfiguration. Dette tillod PC-en at fungere i en dual-boot manér: når den blev startet gennem Quadlink-kortet kunne PC-en køre det meste II software, og læse og skrive Apple-formaterede floppier gennem det standard PC floppydrev. Fordi den havde en dedikeret processor, i stedet for en form for softwareemulering, kørte dette system ved næsten den samme hastighed som en tilsvarende Apple maskine. Et andet firma, Diamond Computer Systems, producerede et lignende kort kaldet trackstar, der havde både en 6502 og en Z80, og tillod brug af software til både Apple DOS og Apple CP/M. Trackstar havde også en connector der tillod brug af et rigtigt Apple floppy-drev, hvilket forbedrede dens kompatibilitet med software der udnyttede Apples hardware til kopibeskyttelse.

## Generelt

### Data lagring
Originalt brugte Apple II audio-kassettebånd til programmer og datalagring. Et dedikeret kassettedrev ligesom Commodore Datasette blev aldrig lavet; Apple anbefalede at bruge Panasonic RQ309 i noget af deres tidligste trykte dokumentation. Apple og mange tredjeparts udviklere gjorde deres software tilgængelig på bånd i starten, men efter at Disk II kom på markedet, forsvandt tape-baseret Apple II software næsten fuldstændigt.
Disk II floppydrevet brugte 5,25 tommer floppydiske. Det første styresystem til Apple II var DOS 3.1 og DOS 3.2, som gemte 113,75 kB på hver disk, organiseret i 35 spor af 13 sektorer på hver 256 bytes. Efter omkring to år, blev DOS 3.3 introduceret, der lagrede 140 kB takket være en mindre firmware ændring på disk controlleren der gjorde det muligt at gemme 16 sektorer per spor (denne opgradering kunne installeres af brugere på ældre controllere). Efter frigivelsen af DOS 3.3 holdt samfundet op med at bruge DOS 3.2 bortset fra at køre enkelt gammelt software. Programmer der krævede DOS 3.2 var temmelig sjældne; desto mindre var DOS 3.3 ikke en større arkitekturmæssig ændring bortset fra antallet af sektorer per spor. Et program kaldet MUFFIN blev leveret med DOS 3.3 for at lade brugere kopiere filer fra DOS 3.2 diske til DOS 3.3 diske.
På en DOS 3.x disk, blev spor 0, 1 og det meste af spor 2 reserveret til at gemme styresystemet. Det var muligt med et specielt program, at genvinde det meste af denne plads hvis det ikke skulle være muligt at starte systemet fra disken. Et kort ROM program på disk controlleren havde evnen til at søge spor 0 – hvilket den gjorde uanset hvad læse/skrive-hovedets aktuelle position var, hvilket resulterede i den karakteristiske raslelyd af en Disk II opstart, som var læse/skrive-hovedet der ramte mod gummistoppet for enden af sporet – og læse og udføre kode fra sektor 0. Kode indeholdt i den sektor ville derefter trække resten af styresystemet ind. DOS gemte diskens indholdsfortegnelse på spor 17, lige midt i de 35 spors diske, for at mindske den gennemsnitlige søgetid til det ofte brugte indholdsspor. Indholdsfortegnelsen var en absolut størrelse og kunne holde maksimalt 105 filer. Underfoldere var ikke understøttet.
De fleste spiludviklere inkluderede ikke DOS på deres floppydiske, eftersom de havde mere brug for pladsen den brugte end dens funktionalitet; i stedet havde de ofte deres egne bootloadere og skrivebeskyttede filsystemer. Dette sørgede også for at forhindre ”crackere” i at snuse rundt i spillets kopibeskyttelseskode, eftersom dataen på disken ikke var i filer der nemt kunne læses. Nogle tredjeparts udviklere producerede floppydrev der kunne skrive 40 spor på de fleste 5,25 tommer diske, hvilket gav 160 kB lagerplads per disk, men formatet opnåede ikke udbredt anerkendelse. De fleste drev, selv Disk II, kunne skrive 36 spor; simple ændringer til DOS for at kunne formatere de ekstra spor var normale.
I øvrigt, selvom Apple Disk II gemte 140 kB på en enkelt-sidet ”single density” floppydisk, var det meget normalt for Apple II brugere at udvide kapaciteten af en floppy disk til 280 kB, ved at klippe et sekundært skrivebeskyttelses hul i siden af disken og indsætte disken på hovedet. I de tidlige dage advarede disk fabrikanterne rutinemæssigt at denne teknik ville skade drevets læse/skrive-hoved eller slide disken hurtigere ned, og disse advarsler var ofte trykt i blade. I praksis var denne metode dog en billig måde at fordoble lagerpladsen, og blev senere ligeledes bredt anvendt på kommercielle floppydiske.
Senere blev Apple II i stand til at bruge 3,5 tommer diske med en total kapacitet på 800 kB og harddiske. DOS 3.3 understøttede ikke selv disse drev, men krævede tredjeparts software, og diske større end 400 kB måtte deles op i flere ”virtuelle diske”. ProDOS, en 1983 afart af Apple ///'s SOS, blev det foretrukne styresystem for Apple II brugere med disse større diske, takket været dets understøttelse af diske op til 32 MB og det faktum at AppleWorks krævede det.

### Udgaver af ”II” navnet
”II”-delen af Apple II navnet blev skrevet på varierende kreative måder ved brug af tegnsætningskarakterer på fronten af computerne, og det meste trykte materiale fulgte denne trend. II og II+ var skrevet som ][ og ][plus. IIGS og IIC Plus var skrevet med små majuskler. Apple ///, IIc og IIe brugte skråstreger: ///, //c og //e. Der har været nogle fejl i Apple IIs navn på grund af de mange variationer på II.

### Legende
I dag eksisterer der emulatorer for forskellige Apple II modeller, til at køre Apple II software på Mac OS X, Linux, Microsoft Windows, modificerede Nintendo DS og andre styresystemer. Adskillige disk kopier af Apple II software er frit tilgængelig på Internettet til brug med disse emulatorer. AppleWin og MESS er blandt de bedste emulatorer der er kompatible med de fleste Apple II programmer. MESS-emulatoren understøtter optagelse og afspilning af Apple II emulerings sessions. Mange emulatorer kan imidlertid ikke køre software på kopibeskyttede medier, eller kan kun køre software der bruger relativt simpel beskyttelse, medmindre det er ”cracket” (kopibeskyttelsen fjernet). Cracket software var vidt udspredt i Apple IIs storhedstid (med kommercielt cracking software som det populære Copy II+ program der blev solgt i butikker med det formål at skabe legale backup af beskyttet software. Selvom det var lovligt at tage backup var lovligt under datidens copyright-love, er brugen af den slags software a tvivlsom lovlighed i nutidens USA. For dem der foretrækker at få fat i deres gamle software på lovlig vis, har Lost Classics projektet til formål at overbevise copyright-indehavere af klassiske Apple II software til officielt at tillade ubegrænset fri distribution af deres software og har ”befriet” en lang række programmer.
Yderligere har en aktiv grupper af samlere og brugere af antikke Apple II, fortsat med at restaurere, vedligeholde og udvikle hardware og software til daglig brug af disse originale computere. Adskillige websites og støttegrupper eksistere for disse entusiaster som handler og køber til deres samlinger, stadigt sjældnere dele og systemer. Næppe en hel død platform, da Apple II har en verdensomspændende skare af fans der er aktivt engageret i at bevare denne ellers forældede teknologi og stadig tiltrækker nye, yngre medlemmer som fortsætter med at holde platformen i live længe efter at den blev stoppet af Apple.

### Indflydelse på industrien
Apple II-serien af computere havde en enorm indflydelse på teknologiindustrien og på dagligt liv. Apple II var den første personlige computer mange overhovedet så og dens pris var indenfor rækkevidde af de fleste mellemklasse-familier. Dens popularitet startede hele computerspils og læresoftware markedet, og begyndte boomet i tekstbehandling og printer markedet. Det første storsælgende program for virksomheder var VisiCalc, det tidligste regneark, og det kørte kun på Apple II. Mange virksomheder købte Apple II kun for at køre VisiCalc fordi det var det eneste regneark på den tid. Apples succes på hjemmemarkedet inspirerede konkurrencedygtige hjemmecomputere som Commodore VIC-20 (1980) og Commodore 64 (1982, med et estimeret salg på mellem 17 og 25 millioner enheder). Trods deres betydeligt lavere pris, introducerede disse modeller computere til adskillige millioner flere hjemmebrugere.
Apple IIs succes i virksomheder drev IBM til at skabe IBM PC, som derefter blev købt af mellemledere i alle former for virksomheder til at køre regneark og tekstbehandling, i starten portet fra Apple II versioner, senere blev helt nye softwareimperier grundlagt på PC'en. Populariteten af disse PC'er og deres kloner fortsatte med at ændre virksomheder igen med LAN-funktioner såsom e-mail og senere Internet-funktioner som Usenet og WWW.
En vigtig ting der blev lært af Apple II var vigtigheden af en åben arkitektur for at sikre succesen for en computer platform. Den første Apple II kom med en Apple II Reference Manual der indeholdt et komplet diagram af hele maskinens kredsløb, og en komplet liste over kildekoden til Monitor ROM firmwaren der tjente som maskinens BIOS (senere skulle denne guide købes separat, og i tilfældet med Apple IIGS, krævede den fulde tekniske dokumentation adskillige bind). Udvidelsessoklerne i Apple II tillod et hvilket som helst udvidelseskort at tage fuld kontrol over maskinens bus og få direkte adgang til hukommelsen, hvilket tillod en hel industri af uafhængige producenter at lave en hel flod af produkter der lod brugere bygge systemer der var meget kraftigere og mere brugbare (til en lavere pris) end noget konkurrerende system, hvor de fleste ikke var nær så lette at udvide og var universelt proprietære. Selv game porten var unormalt anvendelig og kunne bruges til både digitalt og analogt input og output.
Apple besluttede ikke at skabe en åben arkitektur med de første Macintosh modeller, og det er set som at have forhindret dens succes; men IBM PC gav en lektion i at succes for platformen ikke nødvendigvis betyder en succes for firmaet der opfandt den. Til slut betød IBM PCs åbne arkitektur, der tillod kloner at blive fremstillet af opstartsfirmaer som Compaq, Dell og Gateway, en pyrrhussejr for IBM. I december 2004 bekræftede IBM at havde solgt deres division for personlige computere til Lenovo i Kina for US$ 1,75 millarder.